# Shameless – Niepokorni
Shameless – Niepokorni – amerykański serial dramatyczno-komediowy emitowany na antenie Showtime, stanowiący remake wielokrotnie nagradzanego brytyjskiego serialu Shameless. Jego akcja osadzona jest w chicagowskim Canaryville w dzielnicy South Side, w Chicago realizowane są tylko sceny na zewnątrz, podczas gdy reszta nagrywana jest w Los Angeles.
W styczniu 2020 roku stacja Showtime oficjalnie zamówiła realizację ostatniego, jedenastego sezonu, którego oryginalna emisja skończyła się 11 kwietnia 2021.

## Fabuła
Serial przedstawia losy dysfunkcyjnej rodziny Franka Gallaghera, samotnego ojca szóstki dzieci. Podczas gdy on większość czasu spędza na piciu, dzieci uczą się zajmować same sobą. Producenci Shameless chcieli odróżnić serial od innych produkcji o amerykańskiej klasie robotniczej poprzez uwypuklenie tego, jak alkoholizm Franka wpływa na rodzinę. Twórca oryginału, Paul Abbott, stwierdził: „To nie jest Na imię mi Earl czy Roseanne. W tym serialu jest znacznie więcej ubóstwa”. Początkowo showrunner John Wells walczył o to, żeby akcja osadzona była w parku przyczep.

## Produkcja

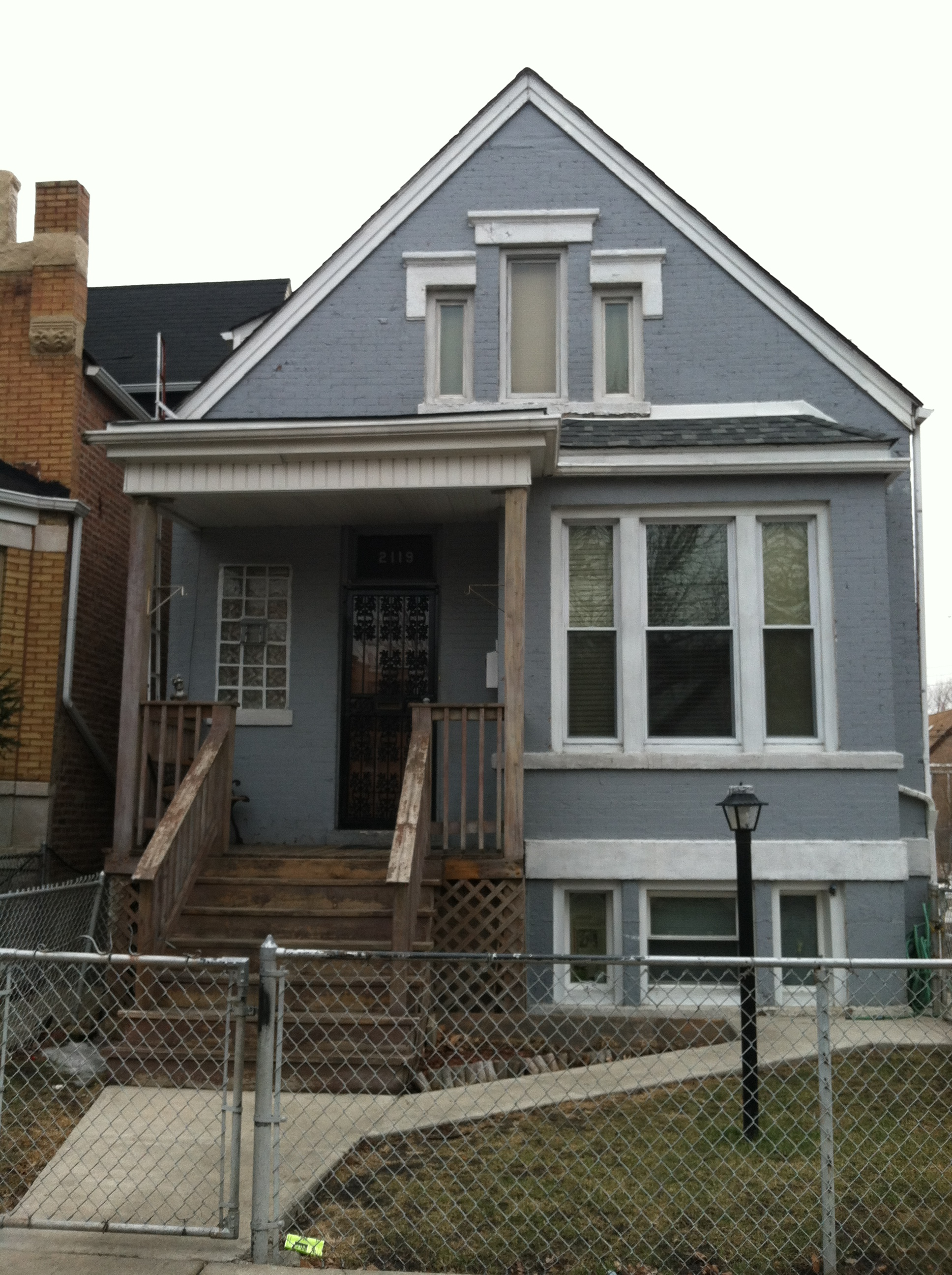
Akcja serialu rozgrywa się głównie w domu przy 2119 S Homan Ave w Chicago.

W styczniu 2009 roku, po nawiązaniu umowy z Johnem Wellsem, produkcję amerykańskiej wersji Shameless rozpoczęło HBO, jednak w październiku została ona przejęta przez Showtime. W grudniu 2009 dla telewizji kablowej nakręcono pilotażowy odcinek, w którym główną rolę zagrał William H. Macy, a partnerowali mu Emmy Rossum i Justin Chatwin, wcześniej pracujący razem na planie Dragonball: Ewolucja. Paul Abbott, którego półautobiograficzny scenariusz stał się pilotem brytyjskiej wersji, wymieniony został jako producent wykonawczy.
W kwietniu 2010 roku Showtime dało serialowi zielone światło, zamawiając dwanaście odcinków. Pod koniec sierpnia Joan Cusack zastąpiła Allison Janney w roli Sheili. Produkcja rozpoczęła się w połowie września.
Zapowiedź pilota wyemitowano 12 grudnia 2010 roku, po finale piątej serii Dextera. Emisja pierwszej serii rozpoczęła się 9 stycznia 2011. Filmowana była w North Lawndale w Chicago i Burbanku w studiach Warner Bros. Znakiem rozpoznawczym serialu stało się "burzenie czwartej ściany", kiedy przed skrótem wydarzeń z poprzednich odcinków bohaterowie w sarkastyczny, nieraz wręcz wulgarny sposób, pytają widzów, dlaczego nie oglądali serialu w poprzednim tygodniu.

## Obsada

### Bohaterowie pierwszoplanowi
| Aktor               | Postać                     | Seria                     | Seria                     | Seria                     | Seria                     | Seria                     | Seria           | Seria           |  |
| Aktor               | Postać                     | 1                         | 2                         | 3                         | 4                         | 5                         | 6               | 7               |  |
| ------------------- | -------------------------- | ------------------------- | ------------------------- | ------------------------- | ------------------------- | ------------------------- | --------------- | --------------- |  |
| William H. Macy     | Frank Gallagher            | Główna                    | Główna                    | Główna                    | Główna                    | Główna                    | Główna          | Główna          |  |
| Emmy Rossum         | Fiona Gallagher            | Główna                    | Główna                    | Główna                    | Główna                    | Główna                    | Główna          | Główna          |  |
| Cameron Monaghan    | Ian Gallagher              | Główna                    | Główna                    | Główna                    | Główna                    | Główna                    | Główna          | Główna          |  |
| Jeremy Allen White  | Phillip „Lip” Gallagher    | Główna                    | Główna                    | Główna                    | Główna                    | Główna                    | Główna          | Główna          |  |
| Emma Kenney         | Debbie Gallagher           | Główna                    | Główna                    | Główna                    | Główna                    | Główna                    | Główna          | Główna          |  |
| Ethan Cutkosky      | Carl Gallagher             | Główna                    | Główna                    | Główna                    | Główna                    | Główna                    | Główna          | Główna          |  |
| Shanola Hampton     | Veronica Fisher            | Główna                    | Główna                    | Główna                    | Główna                    | Główna                    | Główna          | Główna          |  |
| Steve Howey         | Kevin Ball                 | Główna                    | Główna                    | Główna                    | Główna                    | Główna                    | Główna          | Główna          |  |
| Noel Fisher         | Mickey Milkovich           | Drugoplanowa              | Drugoplanowa              | Główna                    | Główna                    | Główna                    | Występ gościnny | Drugoplanowa    |  |
| Jane Levy           | Mandy Milkovich            | Drugoplanowa              |                           |                           |                           |                           |                 |                 |  |
| Emma Greenwell      | Mandy Milkovich            |                           | Drugoplanowa              | Główna                    | Główna                    | Drugoplanowa              | Występ gościnny | Występ gościnny |  |
| Justin Chatwin      | Steve Wilton/Jimmy Lishman | Główna                    | Główna                    | Główna                    | Cameo                     | Występ gościnny           | [ 8 ]           | [ 8 ]           |  |
| Joan Cusack         | Sheila Jackson             | Specjalny występ gościnny | Specjalny występ gościnny | Specjalny występ gościnny | Specjalny występ gościnny | Specjalny występ gościnny |                 |                 |  |
| Laura Slade Wiggins | Karen Jackson              | Główna                    | Główna                    | Drugoplanowa              |                           |                           |                 |                 |  |
| Zach McGowan        | Jody Silverman             |                           | Drugoplanowa              | Główna                    |                           |                           |                 |                 |  |
| Isidora Goreshter   | Svetlana Fisher            |                           |                           | Drugoplanowa              | Drugoplanowa              | Drugoplanowa              | Drugoplanowa    | Główna          |  |
| Jake McDorman       | Mike Pratt                 |                           |                           | Drugoplanowa              | Główna                    |                           |                 |                 |  |
| Emily Bergl         | Sammi Slott                |                           |                           |                           | Drugoplanowa              | Główna                    |                 |                 |  |

### Bohaterowie drugoplanowi
- Brennan Kane Johnson oraz Blake Alexander Johnson – Liam Gallagher
- Chloe Webb – Monica Gallagher
- Pej Vahdat – Kash
- Tyler Jacob Moore – Tony Markovich
- Joel Murray – Eddie Jackson
- Madison Davenport – Ethel
- Marguerite Moreau – Linda
- Stephanie Fantauzzi – Estefania
- Jake McDorman – Mike Pratt

## Odcinki
| Sezon | Sezon | Odcinki | Odcinki          | Oryginalna emisja (Showtime) | Oryginalna emisja (Showtime) | Oryginalna emisja (nSeriale) | Oryginalna emisja (nSeriale) | Oryginalna emisja (nSeriale) |
| Sezon | Sezon | Odcinki | Odcinki          | Premiera sezonu              | Finał sezonu                 | Premiera sezonu              | Finał sezonu                 |                              |
| ----- | ----- | ------- | ---------------- | ---------------------------- | ---------------------------- | ---------------------------- | ---------------------------- | ---------------------------- |
|       | 1     | 12      | 12               | 9 stycznia 2011              | 27 marca 2011                | 1 czerwca 2011               | 17 sierpnia 2011             |                              |
|       | 2     | 12      | 12               | 8 stycznia 2012              | 1 kwietnia 2012              | 1 czerwca 2012               | 17 sierpnia 2012             |                              |
|       | 3     | 12      | 12               | 13 stycznia 2013             | 7 kwietnia 2013              | 1 czerwca 2013               | 17 sierpnia 2013             |                              |
|       | 4     | 12      | 12               | 12 stycznia 2014             | 6 kwietnia 2014              | 1 czerwca 2014               | 17 sierpnia 2014             |                              |
|       | 5     | 12      | 12               | 11 stycznia 2015             | 5 kwietnia 2015              | 5 czerwca 2015               | 17 sierpnia 2015             |                              |
|       | 6     | 12      | 12               | 17 stycznia 2016             | 3 kwietnia 2016              | 1 maja 2016                  | 17 lipca 2016                |                              |
|       | 7     | 12      | 12               | 2 października 2016          | 18 grudnia 2016              | 5 grudnia 2016               | 20 lutego 2017               |                              |
|       | 8     | 12      | 12               | 5 listopada 2017             | 28 stycznia 2018             | nieemitowany                 | nieemitowany                 |                              |
|       | 9     | 14      | 7                | 9 września 2018              | 21 października 2018         | nieemitowany                 | nieemitowany                 |                              |
| 7     | 9     | 14      | 20 stycznia 2019 | 10 marca 2019                | nieemitowany                 | nieemitowany                 |                              |                              |
|       | 10    | 12      | 12               | 3 listopada 2019             | 26 stycznia 2020             | nieemitowany                 | nieemitowany                 |                              |

## Przegląd sezonów
| Sezon | Sezon | Odcinki | Pierwotnie wyemitowany | Pierwotnie wyemitowany | Wydanie na DVD i Blu-ray | Wydanie na DVD i Blu-ray | Wydanie na DVD i Blu-ray |
| Sezon | Sezon | Odcinki | Premiera sezonu        | Finał sezonu           | Region 1                 | Region 2                 | Region 3                 |
| ----- | ----- | ------- | ---------------------- | ---------------------- | ------------------------ | ------------------------ | ------------------------ |
|       | 1     | 12      | 9 stycznia 2011        | 27 marca 2011          | 27 grudnia 2011          | n/a                      | 4 kwietnia 2012          |
|       | 2     | 12      | 8 stycznia 2012        | 1 kwietnia 2012        | n/a                      | n/a                      | n/a                      |

## Oglądalność
Pilotowy odcinek Shameless obejrzało 1,3 miliona widzów co dało stacji Showtime najwyższą widownię pilotowego odcinka serialu od 2003 roku. Do tej pory średnia widownia serialu oscyluje w granicach 1 miliona widzów.
| odc.          | 1    | 2    | 3    | 4    | 5    | 6    | 7    | 8    | 9    | 10   | 11   | 12   | średnia |
| ------------- | ---- | ---- | ---- | ---- | ---- | ---- | ---- | ---- | ---- | ---- | ---- | ---- | ------- |
| 1 sezon (mln) | 1.30 | 0.81 | 0.90 | 1.11 | 0.95 | 1.01 | 1.14 | 0.92 | 1.14 | 1.12 | 1.10 | 1.16 | 1.05    |
| 2 sezon (mln) | 1.58 | 1.25 | 1.28 | 1.37 | 1.01 | 1.44 | 1.41 | 1.60 | 1.31 | 1.15 |      |      | 1.31    |